# Kaisergebirge

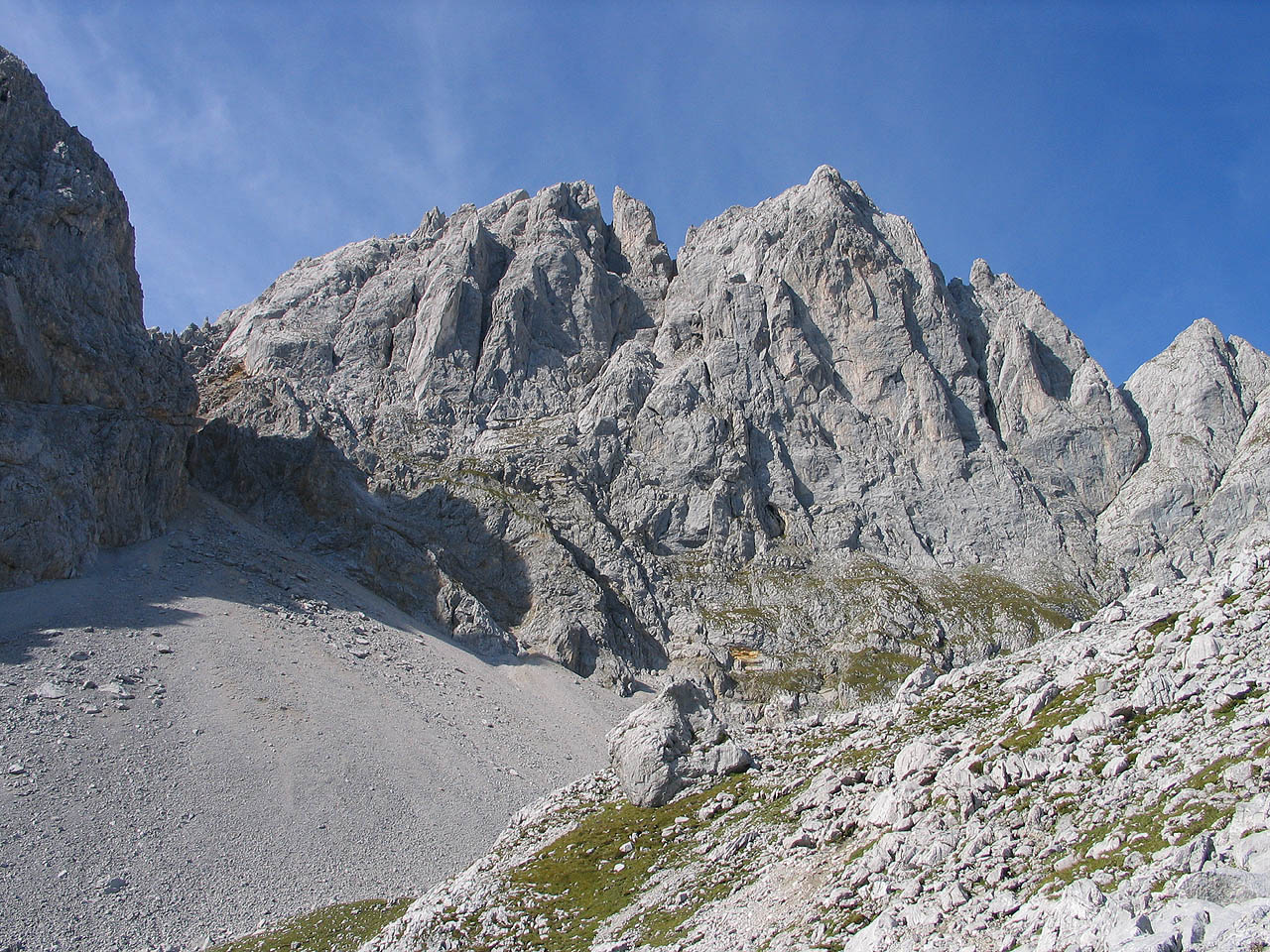
Ellmauer Halt

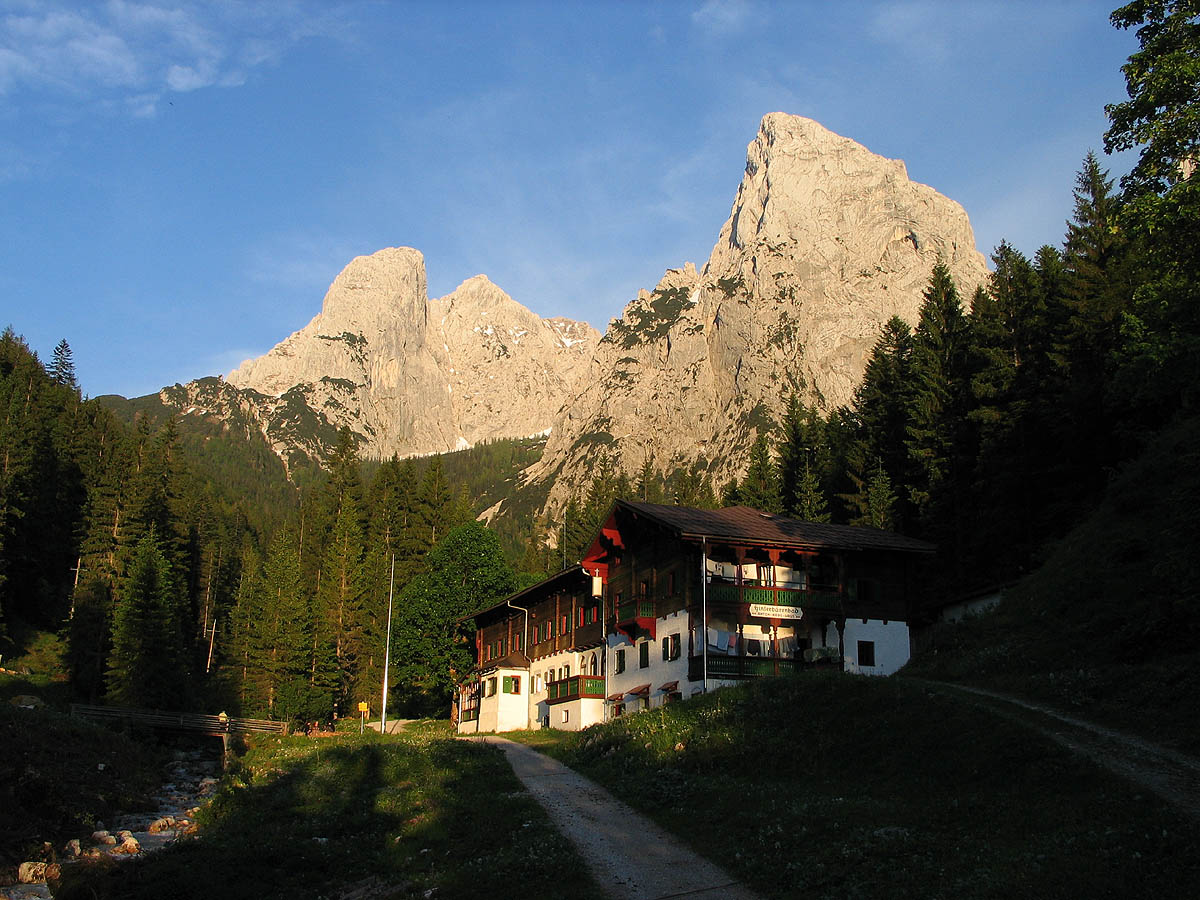
Schronisko Anton-Karg-Haus/Hinterbärenbad

Kaisergebirge – pasmo górskie, część Północnych Alp Wapiennych. Leży w Austrii, w kraju związkowym Tyrol. Najwyższym szczytem jest Ellmauer Halt, który osiąga 2344 m.
Pasmo graniczy z: Chiemgauer Alpen na północy, Loferer Steinberge i Leoganger Steinberge na wschodzie, Alpami Kitzbühelskimi na południu, Rofan i Bayerische Voralpen na zachodzie.
Najwyższe szczyty to:
- Ellmauer Halt (2344 m),
- Ackerlspitze (2329 m),
- Treffauer (2304 m),
- Gamshalt (2291 m),
- Karlspitzen (2281 m),
- Sonneck (2260 m),
- Regalmspitze (2253 m),
- Goinger Halt (2242 m),
- Maukspitze (2231 m),
- Tuxegg (2226 m),
- Törlspitzen (2204 m),
- Totenkirchl (2190 m),
- Fleischbank (2186 m),
- Kopfkraxen (2178 m),
- Kaiserkopf (2164 m),
- Hackenköpfe (2126 m),
- Lärcheck (2123 m),
- Predigtstuhl (2118 m),
- Kleine Halt (2116 m),
- Scheffauer (2111 m),
- Mitterkaiser (2011 m).

Schroniska:
| - Vorderkaiserfeldenhütte (1388 m), - Anton-Karg-Haus/Hinterbärenbad (829 m), - Stripsenjochhaus (1577 m), - Gaudeamushütte (1270 m), - Gruttenhütte (1620 m), - Fritz-Pflaum-Hütte (1865 m), - Ackerlhütte (1460 m), - Aschenbrennerhaus (1135 m), - Brentenjochhütte (1272 m), | - Hans-Berger-Haus (940 m), - Griesner Alm (1006 m), - Kaindlhütte (1318 m), - Pfandlhof (980 m), - Riedlhütte (1224 m), - Rietzaualm (1200 m), - Veitenhof (900 m), - Walleralm (1171 m), - Wochenbrunner Alm (1084 m). |  |